# June Gable
June Gable, född 5 juni 1945 i New York, är en amerikansk skådespelerska. Hon spelar bland annat den återkommande rollen som Joeys agent Estelle Leonard i komediserien Vänner. 

## Teater

### Roller
| År   | Roll         | Produktion                | Regi          | Teater                          |
| ---- | ------------ | ------------------------- | ------------- | ------------------------------- |
| 1975 | Googie Gomez | The Ritz Terrence McNally | Robert Drivas | Longacre Theatre, New York, USA |